# قائمة الإسرائيليين الحاصلين على جائزة نوبل

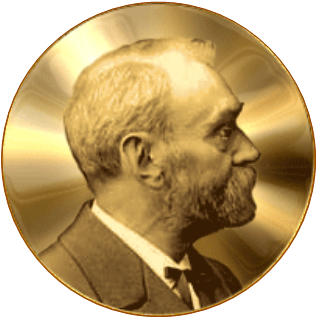
شعار جائزة نوبل.

منذ عام 1966، كان هناك 12 إسرائيلي حصل على جائزة نوبل.
جائزة نوبل هي الجائزة الأكثر تشريفاً في مجالات السلام، والأدب، والفيزياء، والكيمياء، والطب والاقتصاد وهي جائزة مقرها السويد. وفيما يلي قائمة كاملة عن أسماء الأشخاص الإسرائيليين الحائزين على جائزة نوبل :

## القائمة
| السنة | اسم الفائز                      | المجال   | الإسهام                                                |
| ----- | ------------------------------- | -------- | ------------------------------------------------------ |
| 1966  | شموئيل يوسف عجنون               | الأدب    | "فن السرد المميز بعمق مع زخارف من حياة الشعب اليهودي"  |
| 1978  | مناحم بيجن                      | السلام   | "لتوقيع معاهدة سلام مع مصر"                            |
| 1994  | إسحاق رابين و شمعون بيريز       | السلام   | "لمحادثات السلام التي أنتجت إتفاق أوسلو"               |
| 2002  | دانيال كانمان                   | الاقتصاد | "لنظرية الاحتمال"                                      |
| 2004  | أهارون تشيخانوفير وأفرام هيرشكو | الكيمياء | "لاكتشاف تفتت البروتينات اليوبيكويتين"                 |
| 2005  | روبرت أومان                     | الاقتصاد | "لعمله على الصراع والتعاون من خلال تحليل نظرية اللعبة" |
| 2009  | عادا يونات                      | الكيمياء | "دراسته على البنية الوظيفة للريبوسوم في الخلايا"       |
| 2011  | دانيال شيختمان                  | الكيمياء | "لدراساته حول الذرات في البلورات الصلبة"               |
| 2013  | أريه وارشيل ومايكل لويت         | الكيمياء | "لتطويره نماذج متعددة النطاقات لأنظمة كيميائية معقدة"  |